# Christoph Ihling
Christoph Ihling (* 1985 in Eisenach) ist ein deutscher Kommunalpolitiker (CDU). Bei den Kommunalwahlen in Thüringen 2024 wurde er zum Oberbürgermeister der Stadt Eisenach im Wartburgkreis gewählt.

## Leben und politische Laufbahn

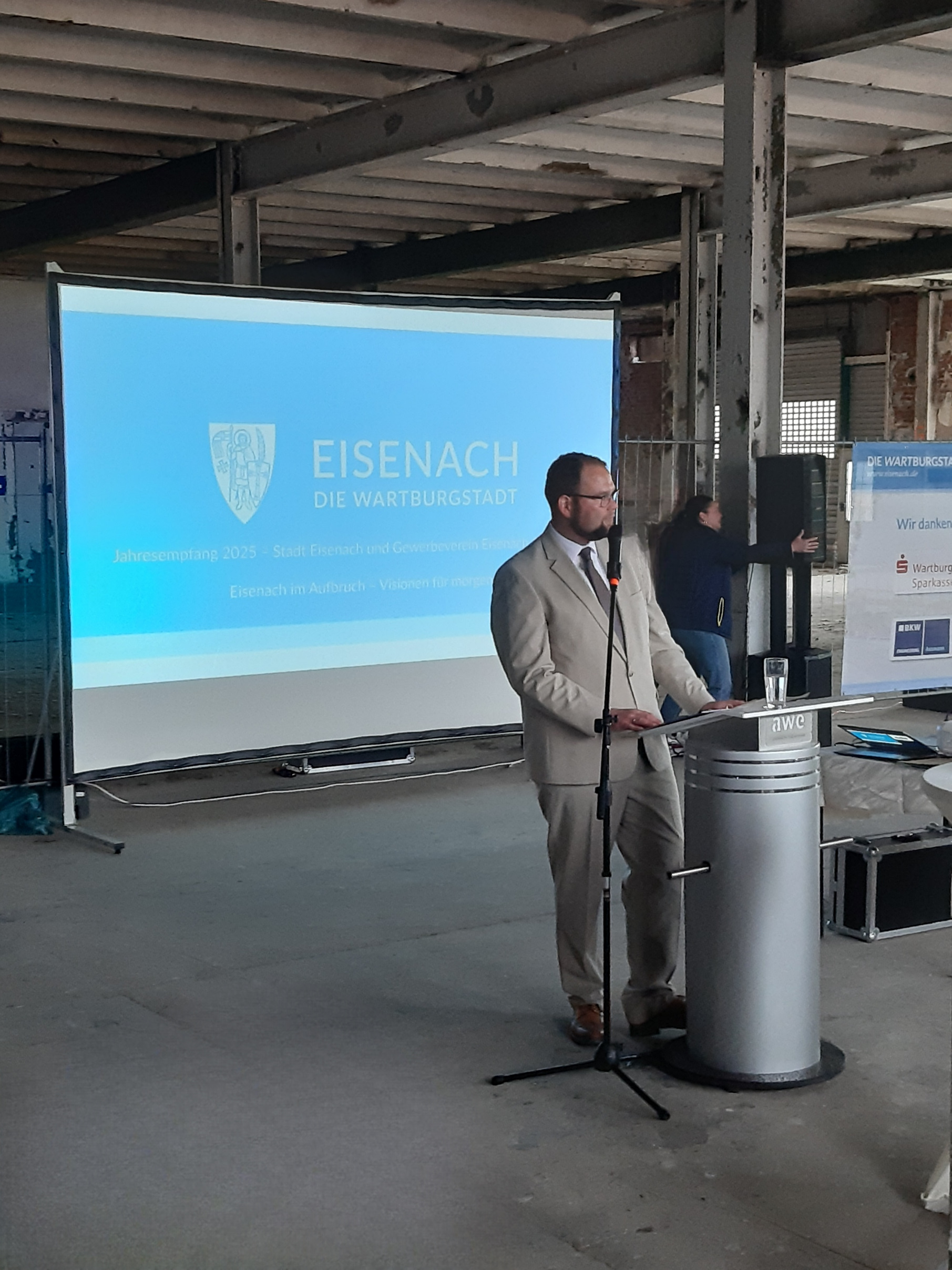
Christoph Ihling bei seiner Rede zum Baustart des Projektes O1/Wartburgarena im Mai 2025

Ihling wurde 1985 in Eisenach geboren. Ihling studierte Betriebswirtschaftslehre an der Berufsakademie Eisenach und erlernte den Beruf des Immobilienkaufmanns. In dieser Funktion war er von 2010 bis 2022 als Projektleiter bei der Städtischen Wohnungsgesellschaft Eisenach beschäftigt.
Ihling trat 2014 in die CDU ein. Seit den Kommunalwahlen in Thüringen 2019 saß er für seine Partei im Eisenacher Stadtrat, zuletzt als Fraktionsvorsitzender. 2021 wurde er zudem in den Kreistag des Wartburgkreises gewählt. Er ist stellvertretender Vorsitzender des CDU-Stadtverbandes Eisenach.
2022 wurde Ihling vom Stadtrat Eisenach zum Bürgermeister, dem Stellvertreter der Oberbürgermeisterin, gewählt. In dieser Funktion war er verantwortlich für die Bereiche Sicherheit, Ordnung und Infrastruktur. Unter anderem begleitete er die Bemühungen der Stadt Eisenach um die Umnutzung und Sanierung der Industrieruine O1 zu einer Sport- und Multifunktionshalle.
Im März 2024 nominierte ihn der CDU-Stadtverband Eisenach als Kandidat für das Amt des Oberbürgermeisters. Bei den Kommunalwahlen am 26. Mai 2024 erreichte er die Stichwahl, in der er sich mit 57,3 % der Stimmen gegen seinen Gegenkandidaten Jonny Kraft (SPD) durchsetzte.
Ihling ist ein Enkel des Ingenieurs und Sachbuchautoren Horst Ihling. Er ist verheiratet.